# Речник словенске митологије
Речник словенске митологије који је објавила издавачка кућа "Лагуна" 2021. године, написала је српска књижевница Тамаре Лујак. Приче и легенде заступљене у Речнику намењене су деци и одраслима и говоре о вилама и демонима, боговима и атмосферским приликама. Речник је обогаћен двобојним илустрацијама Марице Кицушић.